# Avro Canada CF-105 Arrow
Avro Canada CF-105 Arrow (”Pilen”) var ett deltavingat stridsflygplan utvecklat av Avro Canada som ett resultat av en utvecklingsprocess som startade 1953. Flygplanet ansågs på sin tid vara en teknisk storbedrift av den kanadensiska flygindustrin då bland annat planets topphastighet Mach 2 på 15 000 meters höjd var något tämligen banbrytande. Stridsplanet var tänkt att påbörja service i det kungliga kanadensiska flygvapnet i början på 1960-talet för en lång och trogen tjänst, detta kom dock aldrig att ske.  
År 1958 startade flygtesterna med det nyutvecklade flygplanet men avbröts dock mycket abrupt redan 1959 av hemlighetsfulla skäl. Än idag, nästan 50 år efter det avbrutna flygplansprojektet cirkulerar många teorier och konspirationer angående varför projektet lades ner.

## Bakgrund
Stridsflygplanet Arrow utvecklades framförallt av ett skäl och det var att möta hotet från sovjetiska kärnvapenbestyckade bombflygplan. Flygplanet med dess mycket goda prestanda för sin tid skulle därmed mycket snabbt vid ett larm kunna genskjuta de ankommande bomb- eller attackflygplanen och med sina robotvapen eliminera dessa.
Ungefär samtidigt som man startade provflygningarna av Arrowflygplanet beslutade man sig för att påbörja utveckling av en passande jetmotor, en motor byggd i Kanada, för att undgå att importera från utlandet. Detta var givetvis ett mycket komplicerat och kostsamt projekt. 
Inte nog med detta, man beslutade även att utveckla inhemska robotvapen till sitt stridsflygplan, detta också för att skapa ett oberoende från utländska företag och intressen.
Sammantaget var Arrowprojektet med alla dess sidoprojekt en mycket djärv satsning, en satsning som av en rad olika anledningar ej kom att bli lyckosam.

## Bra prestandaegenskaper
Enligt många experter inom flygteknik ansågs detta stridsflygplan tillhöra den absoluta toppklassen av sin kategori på 1950- och 1960-talen, enligt somliga till och med den främsta. Det mest revolutionerande med planet ansågs vara dess toppmässiga överljudsprestanda men även vissa andra tekniska aspekter. Som jaktflygplan var det definitivt före sin tid med att samtliga vapen, främst olika jaktrobotar, fanns i ett invändigt vapenrum istället för utvändigt på flygkropp och vingar. Detta för minska luftmotstånd samt risk för kollisioner med partiklar m.m. som kan orsaka slitage på raketvapnen. Det ger även lägre radarsignatur. Världens nu mest avancerade jaktlygplan, amerikanska F-22 Raptor, använder samma förfarande.   
Vissa experter inom området vill emellertid tona ner Arrow flygplanets och dess ”påstådda” tekniska storslagenhet. Detta med argumentet att det fanns plan vid tiden som innehade liknande prestanda, exempelvis det svenska stridsflygplanet Saab 35 Draken. En sak som de flesta sakkunniga dock är överens om är att det kanadensiska flygplanet var betydligt större än de hävdade planen av samma tekniska klass.

## Projektet avbryts
År 1959 avbröts det nästintill färdigutvecklade kanadensiska stridsflygplanet under anmärkningsvärda förhållanden. Den officiella berättelsen angående varför projektet lades ned är än idag ganska svårtolkad. Ekonomiska skäl är dock ett rimligt huvudargument då planet ansågs bli för dyrt att färdigutveckla. Från amerikanskt håll kom även en sträckande hand om ett gemensamt försvarssamarbete (NORAD) och attraktiva erbjudande om försvarsmateriel som kunde ersätta behovet av ett kostsamt egenutvecklat stridsflygplan. 

## Konspirationsteorier
För många kanadensare nu som då är det ett mysterium varför Arrowprojektet lades på ned. Faktum är helt klart att det är många som inte godtar endast ekonomiska skäl som förklaring på nedläggningen av Kanadas sista militära flygplansprojekt. Inte nog med att CF-105 Arrow-programmet lades ned mycket tvärt, även alla de fem byggda testflygplanen skrotades till oigenkännliga delar omedelbart efter det politiska beslutet. Likaså förstördes alla papper och data (enligt inofficiella uppgifter) rörande flygplanet. Detta har givetvis inte på något sätt mildrat de olika konspirationsteorierna rörande varför projektet bokstavligen skrotades.    

## Efterspel
I och med nedläggningen av Arrow-projektet gick den kanadensiska flygindustrin en mörk framtid till mötes med stora uppsägningar som följd av personal. Kanada har efter detta aldrig byggt ett nytt militärt stridsflygplan utan förlitat sig på utländska, framförallt amerikanska.  

## Flygplanet idag
Alla planen skrotades efter att man lade ner projektet, dock lyckades en frontsektion av okänd anledning överleva och finns idag att beskåda på det kanadensiska flygmuseet i Ottawa. Det har även gjorts en fullskalig replika av hela flygplanet som finns att beskåda på flyg- och rymdmuseet i Toronto. 
Även om det materiellt sett finns en viss brist på det idag så lever flygplanet och delvis de cirkulerande konspirationsteorierna kvar i många kanadensares hågkomster. Man kan även säga att planet inom vissa kretsar har fått en viss nationalsymbolisk status. Detta mycket på grund av att CF 105-Arrow var Kanadas sista och antagligen bästa egenkonstruerade stridsflygplan, ”ett stridsflygplan som var för bra för att få existera”.